# Мухоїд королівський
Мухоїд королівський (Onychorhynchus coronatus) — вид горобцеподібних птахів родини бекардових (Tityridae).

## Поширення

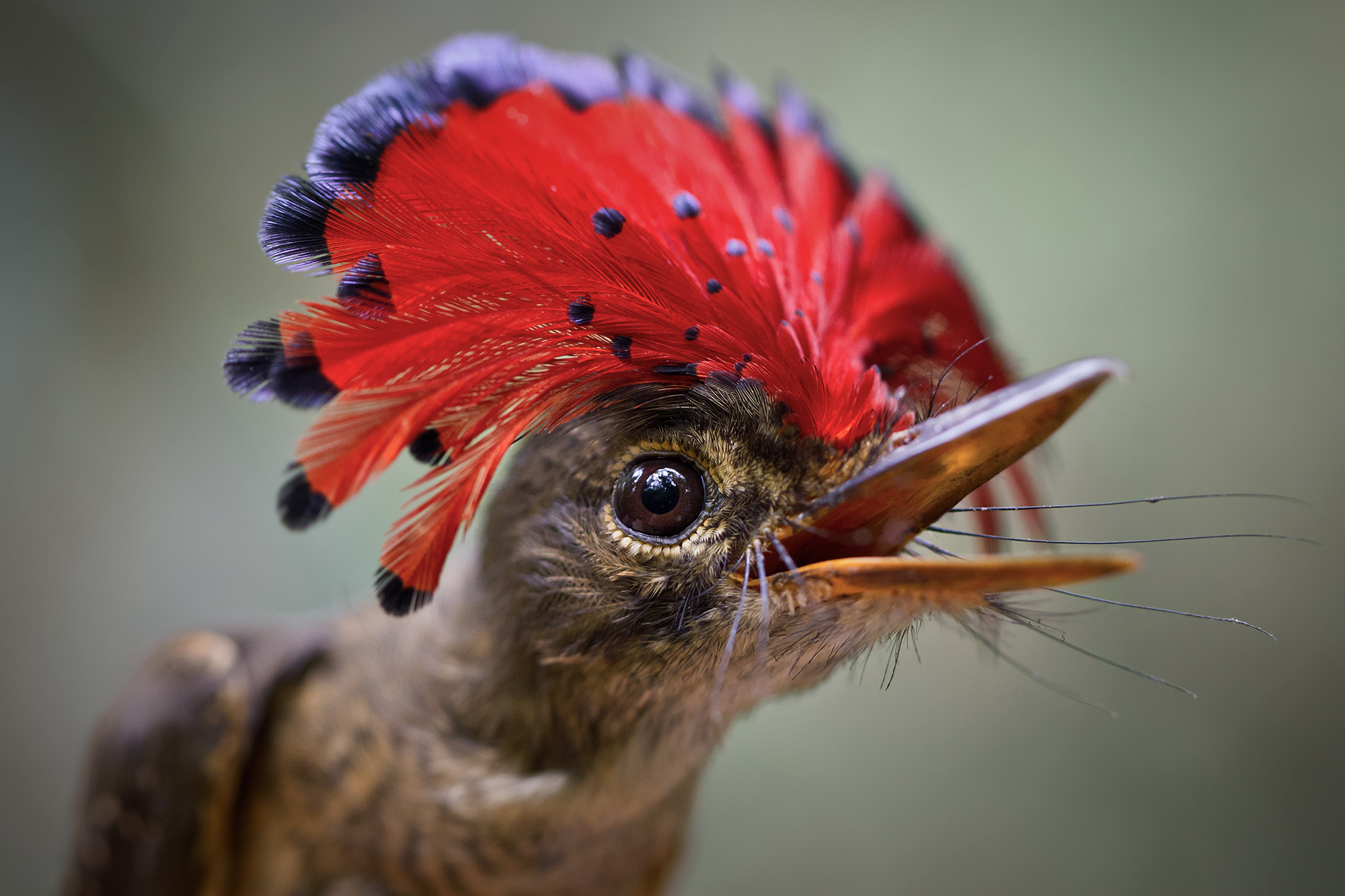

Він поширений в тропічних лісах по всій території басейну Амазонки на півночі Болівії, сході Перу, сході Еквадору, сході Колумбії, у Венесуелі, Гвіані, на півночі та заході Бразилії.

## Опис
Дрібний птах, завдовжки 15–17 см. Верхня частина тіла переважно сірувато-коричнева з плямами кремового кольору на крилах крил. Горло білувате, а решта нижніх частин тіла, а також задній кінець і хвіст — жовтувато-вохристі. Самець має характерний віялоподібний шлейф на голові, який, розгорнувшись, демонструє червоне пір'я з чорними верхніми краями з блакитною райдужкою та нечисленними чорними цяточками. У самиць червоний колір замінюється жовто-помаранчевим.

## Підвиди
Таксон містить два підвиди:
- O. c. castelnaui Deville, 1849 — західна Амазонія.
- O. c. coronatus (Statius Müller, PL, 1776) — решта ареалу.